# Кузнечна вулиця (Харків)
Кузнечна вулиця (також Ковальська вулиця) — вулиця міста Харкова, розташована в історичному районі міста Поділ. Також інколи в ужитку має назву Ковальська, наразі (на вересень 2017 року) на деяких будинках вулиці таблички вказують саме таку назву. Вулиця здебільшого зберегла вигляд кінця XIX- початку XX століття, з дво- та триповерховими будинками.

## Історія

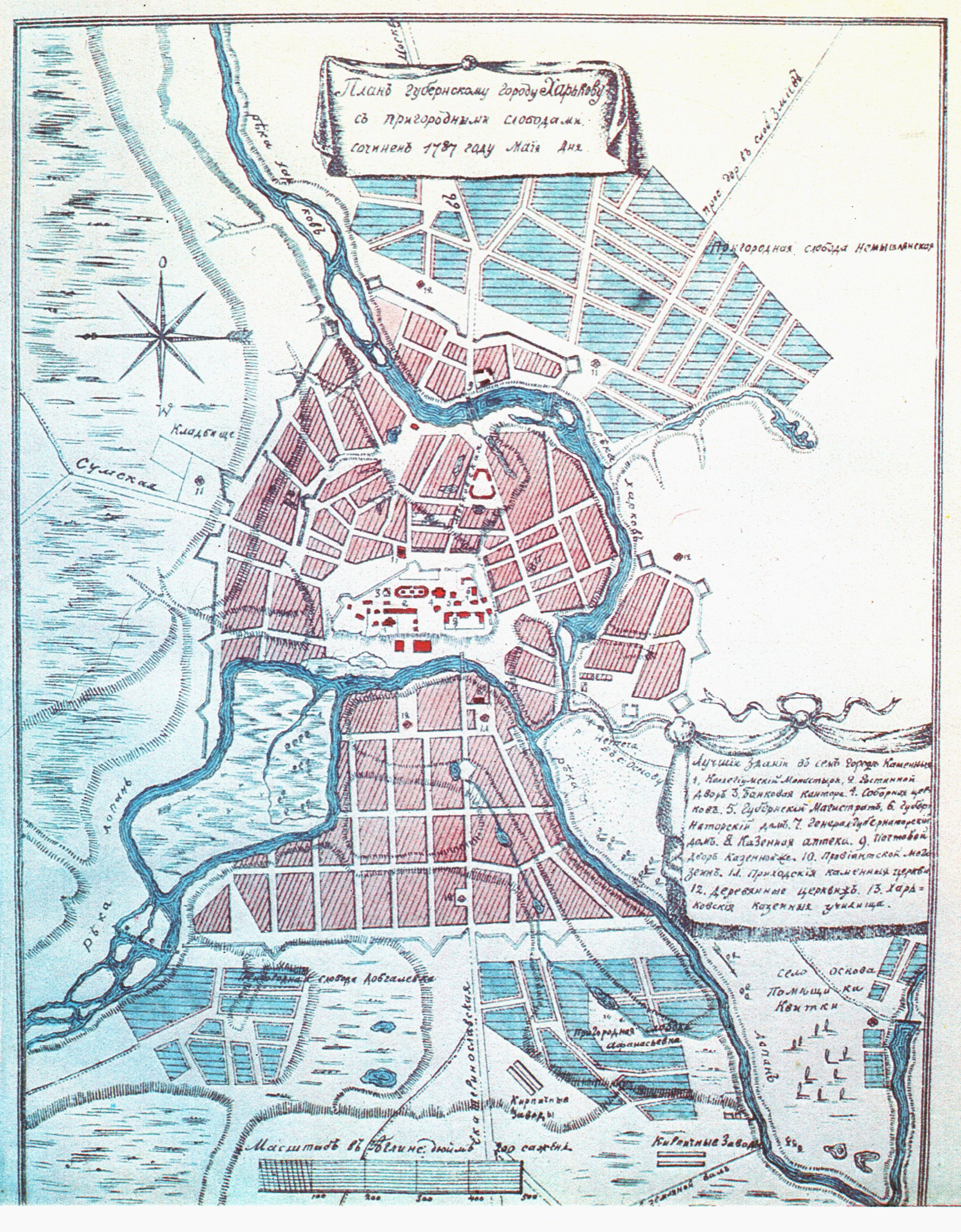
Мапа Харкова 1787 року. Кузнечна вулиця розташована між Нетечинським та Кузнечним мостами.

Первісна назва вулиці «Кузнечна», пов'язана з тим, що її мешканці були здебільшого робітниками кузні. Ця вулиця разом з такими вулицями Харкова як Гончарівська, Римарська та Коцарська є типовим представником вулиць з «ремісничою» («галузевою») назвою. Вулиця розташована у історичному районі Харкова Поділ.
Вулиця з'явилася наприкінці XVII століття. На початку XVIII століття, коли Поділ обнесли валом та ровом, біля сучасного Лопатинського провулка знаходилася вартова вежа. Довгий час вулиця не мала назви, але після 1763 року, коли сюди були перенесені Кузнечні ряди, вулицю почали називати Кузнечнною.
У XVIII—XIX сторіччі обидва кінця вулиці виходили на річку Харків. У східній частині вулиця підходила до гачі (Барабашовська гребля) з двома водяними млинами. Згідно мап міста, не пізніше 1787 року на місті гачі був побудований Кузнечний міст, який поєднав Поділ та Заріччя. При подальшій забудові міста у першій половині XIX сторіччя, Кузнечний міст з'єднував Кузнечну та Михайлівську (Шота Руставелі) вулиці. Поруч з мостом розташовувалися кузні. Міст проходив уздовж одного з островів, які були в той час на річці Харків. На мапі міста 1854 року, міст та острів відсутні, але вже на мапі 1866 року, міст знову з'являється, але острів зник і більше на мапах не з'являвся. В наш час Кузнечний міст не існує, вихід вулиці до річки також відсутній, що робить вулицю глухою.
У 70-х роках XIX сторіччя вулицю замостили, а на самій вулиці почалося будування кам'яних будівель.
Наприкінці XIX сторіччя, у 1897 році, на Кузнечній вулиці була побудована перша у Харкові електрична станція, яка знаходилася біля Кузнечного моста.

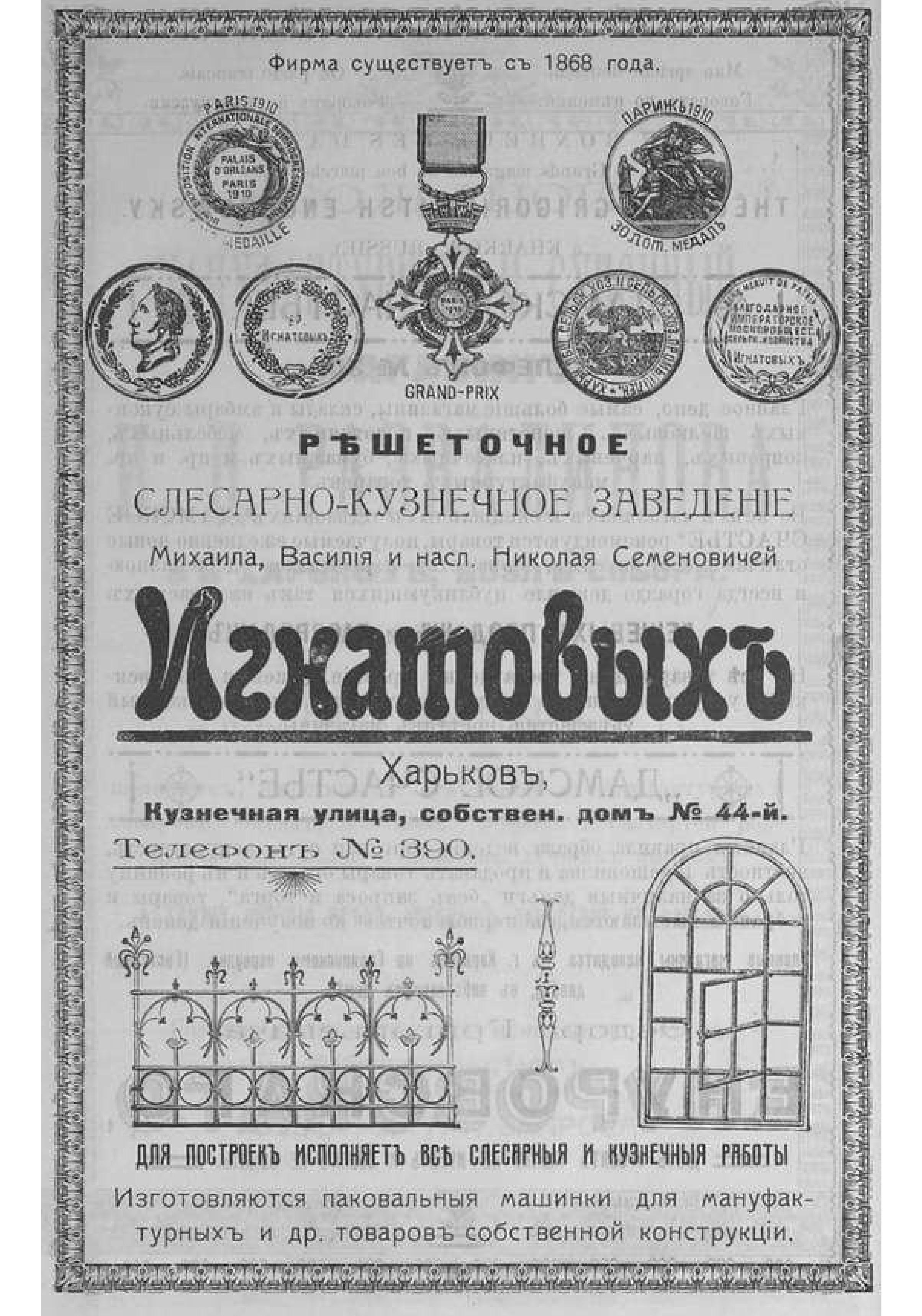
реклама Слюсарно-Кузнечного підприємства Ігнатових, розташованого на Кузнечній вулиці, 44 (1914)

За часів СРСР, на вулиці й прилеглих провулках з'явилися фабрики «Спорттрикотаж» (будівля № 17), текстильно-художніх робіт, сокомарінадний завод (будівля № 4), завод «Електропобутприлад» (провулок Кузнечний,1). Також знаходилося Харківське відділення Всесоюзного центрального науково-дослідного інституту комплексної автоматизації і відділ Українського державного проектно-вишукувального інституту «Укрремдорпроект».
20 вересня 1936 року вулиця отримала назву «вулиця Будьонного», за ім'ям радянського партійного, державного та військового діяча Будьонного С. М. (1883—1973). Слід зауважити, що Будьонний був одним з п'яти радянських військовиків, яким у 1935 році було надано нововведене військове звання маршал Радянського Союзу.
Цю назву вулиця носила до 31 грудня 1953 року.
1 вересня 1964 року, відкрилася середня школа № 10 (Кузнечний в'їзд,3), розрахована на 960 учнів у новій чотириповерховій будівлі.
У 1972 році вулицею пройшла тролейбусна лінія, яка пов'язала центр міста з аеропортом та південним районом міста Основа.
У 1975 році на початку вулиці поруч з кінотеатром «Зірка», почав працювати Центральний диспетчерський пункт трамвайно-тролейбусного управління, розташований у новому триповерховому будинку за адресою вулиця Кузнечна № 1/41.
На розі Кузнечної вулиці на Подільського провулка розташований дев'ятиповерховий житловий комплекс «Подільський».

## Місцезнаходження

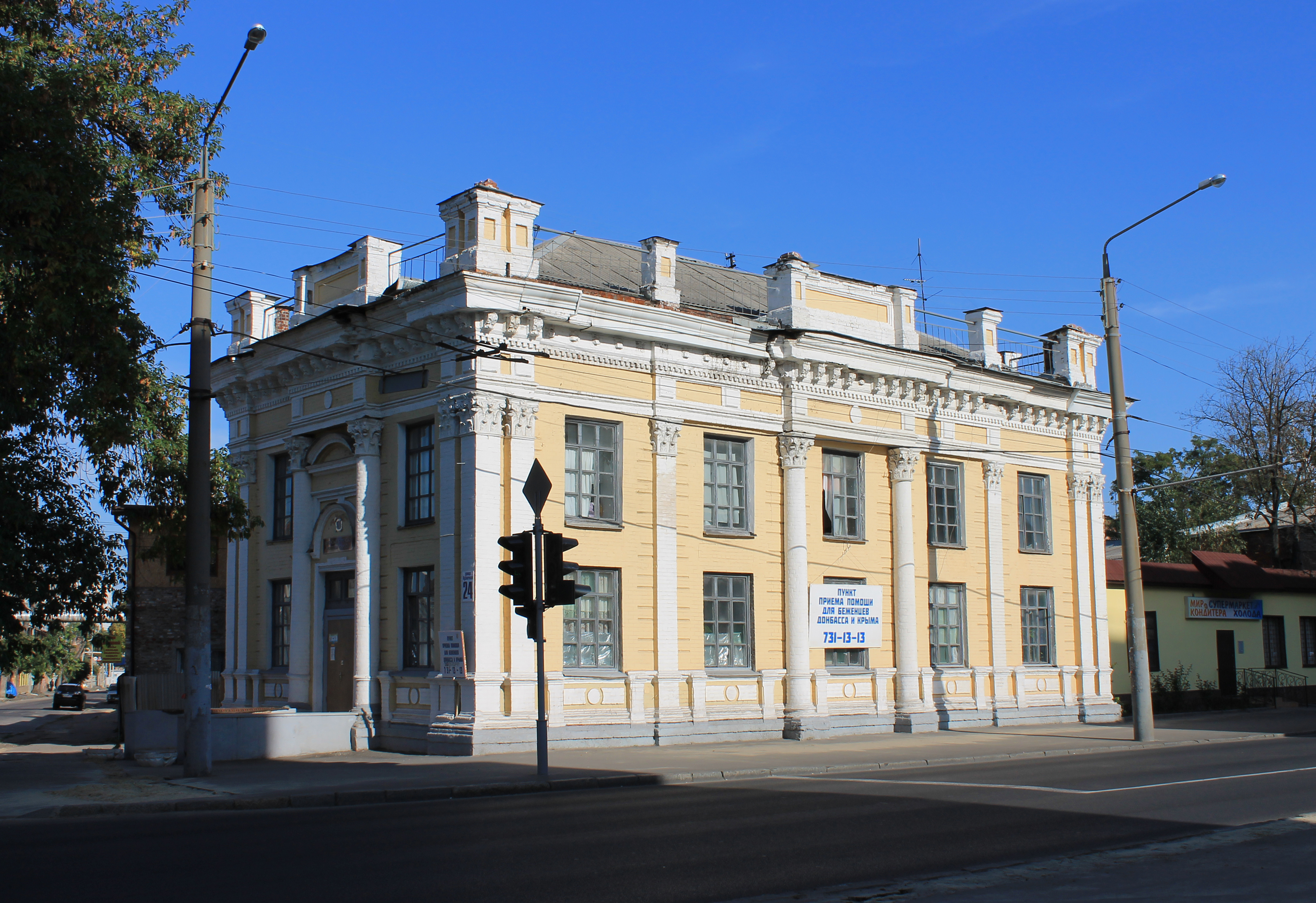
Будинок № 24. Харківська караїмська кенаса

Кузнечна вулиця знаходиться у Основ'янському районі міста Харкова. Близько 10-15 хвилин пішого ходу від станцій метро «Майдан Конституції» та «Левада».
Вулиця починається від Університетської вулиці, біля Нетіченського моста через річку Харків, та Рибного майдану. Через Кузнечний провулок з'єднується з проспектом Героїв Харкова. Кузнечну вулицю перетинають Лопатинський та Подільський провулки. Від вулиці відходять Троїцький та Плетнівський провулки, а також Кузнечний в'їзд. Також від Кузнечної вулиці відгалужується безіменний в'їзд, що простягається вздовж річки Харків.

## Примітні будівлі
- № 24. Харківська караїмська кенаса. Збудована у 1891—1893 роках, за проектом архітектора Бориса Покровського у стилі класицизм. У 1929 році караїмська громада була скасована владою СРСР, а в будівлі кенаси влаштувався клуб-музей «Войовничий безвірник». Пізніше в будівлі розташовувалася транспортна організація. У 2006 році кенаса була повернута харківській караїмській релігійній громаді.

## Сквери та пам'ятники
На Рибному майдані розбитий сквер, що розмістився на місці колишнього Рибного ринку, і виходить до берега річки Харків.

## Транспорт
На початку вулиці (на її приєднанні до Університетської вулиці) знаходиться кінцева тролейбусна зупинка «Вулиця Університетська» (раніше "Кінотеатр «Зірка»). З 15 грудня 2015 року кінцева зупинка внаслідок ремонтних дорожніх робіт перенесена до перетину Кузнечної вулиці та Лопатинського провулку. З липня 2016 року, після закінчення будівельних робіт, кінцева станція «Університетська», знову почала приймати тролейбуси.
По вулиці проходять 3, 5 і 6 тролейбусні маршрути, що зв'язують центр з південними околицями міста. Також по вулиці проходять автобуси за маршрутами № 147е та 218е.
Раніше по вулиці також ходили тролейбуси за маршрутами № 9 (1976—1991) та 19 (1973—1995). Крім того по вулиці ходили автобуси за маршрутами № 1 (1963—1975), 16 (1969—1972), 36 (1966—1975), 48 (1965—1975), 49 (1971-73), 213е (1998—1999) та 246е (з 2008).

## Галерея

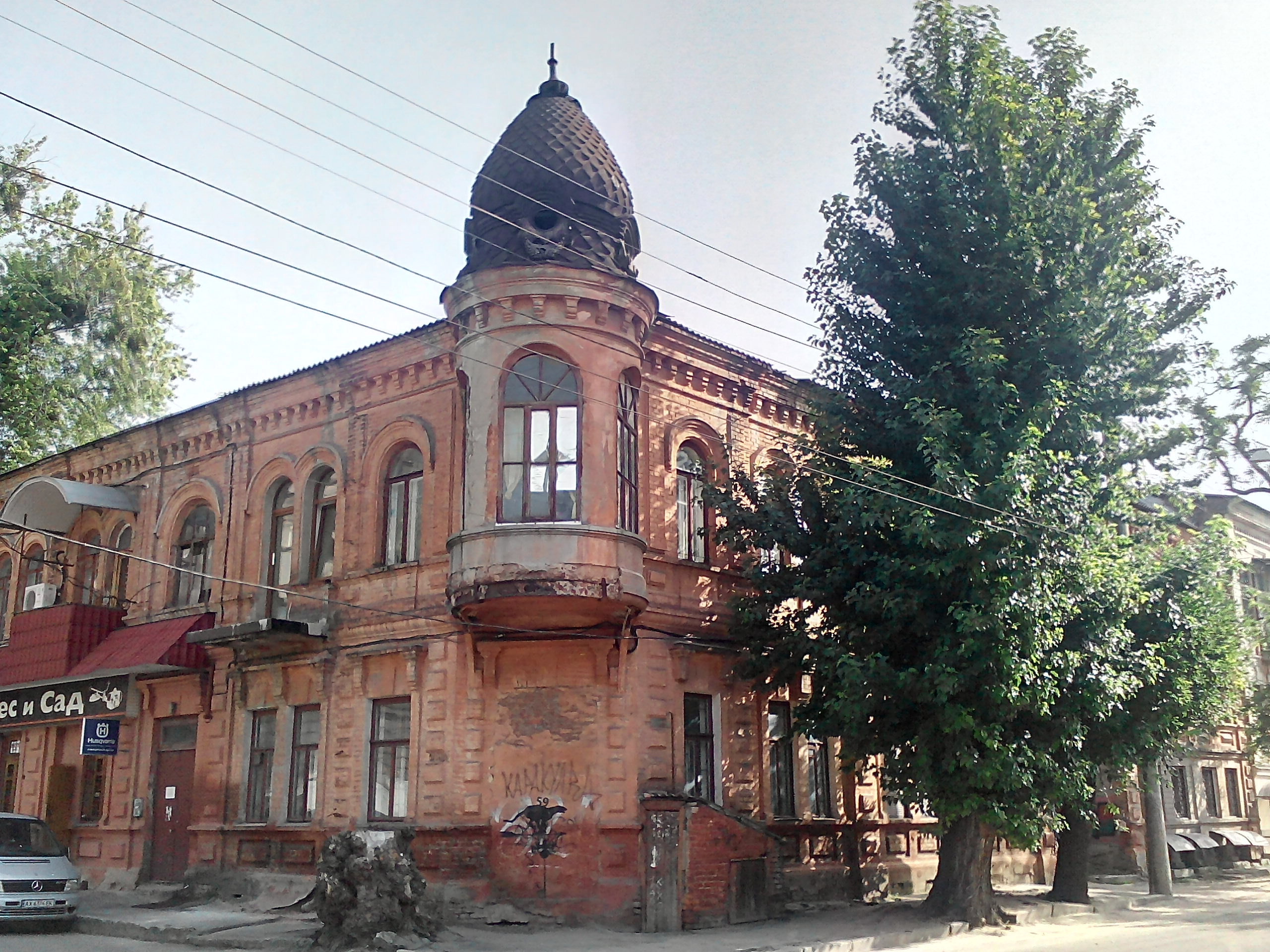
Будинок №12, на приєднанні до Кузнечної вулиці Троїцького провулка.
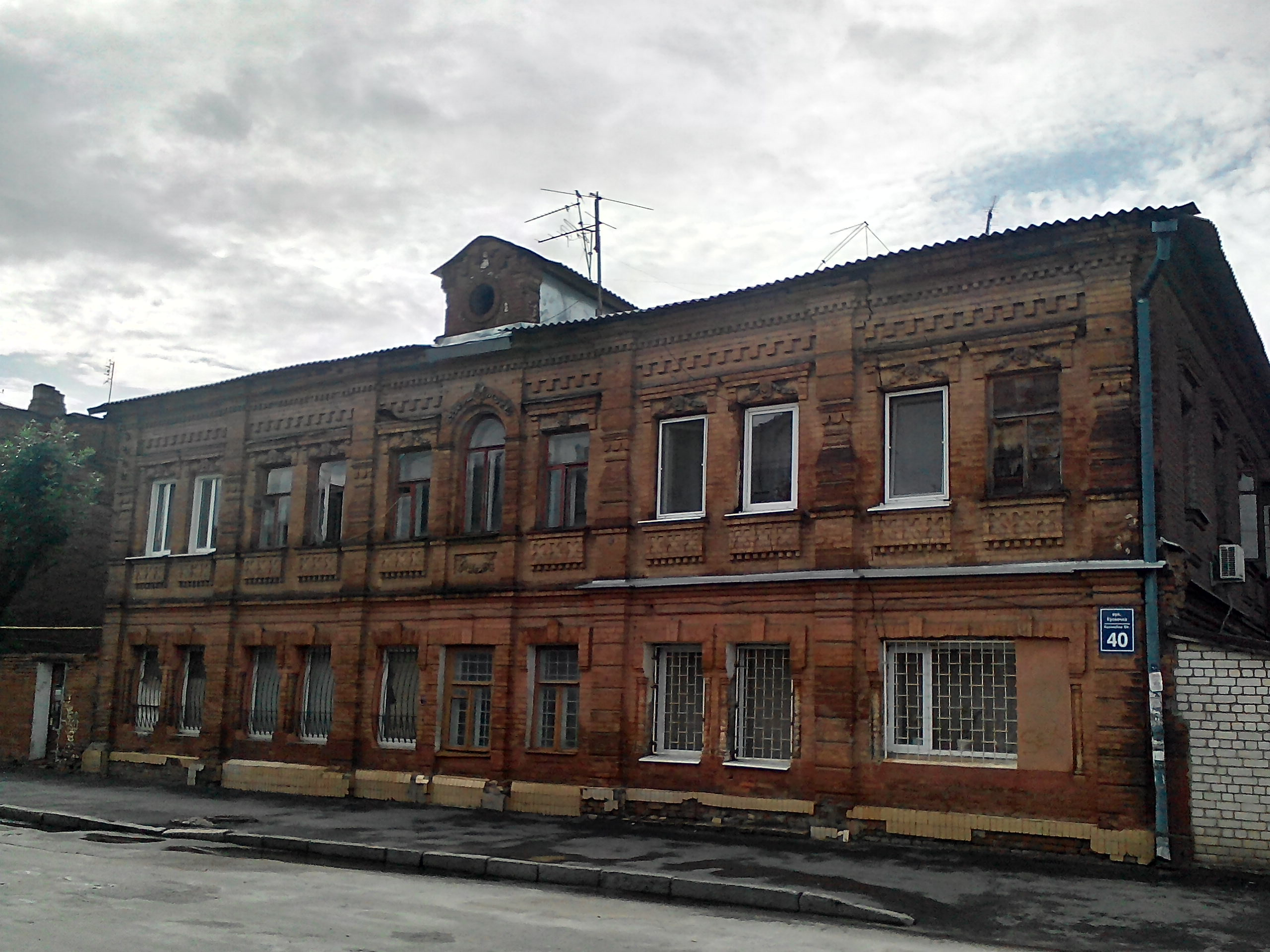
Будинок №40.
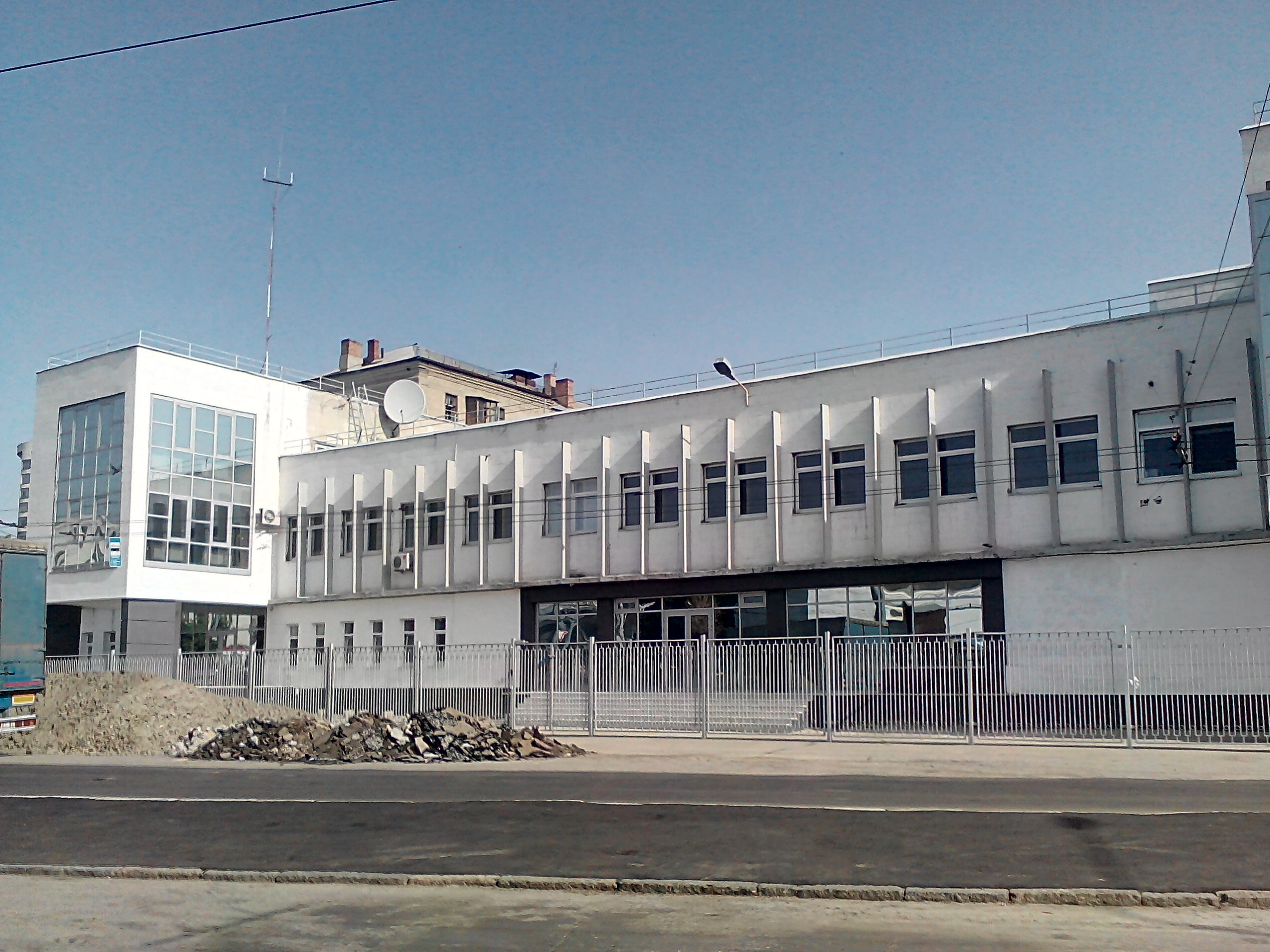
Будинок №1/41.
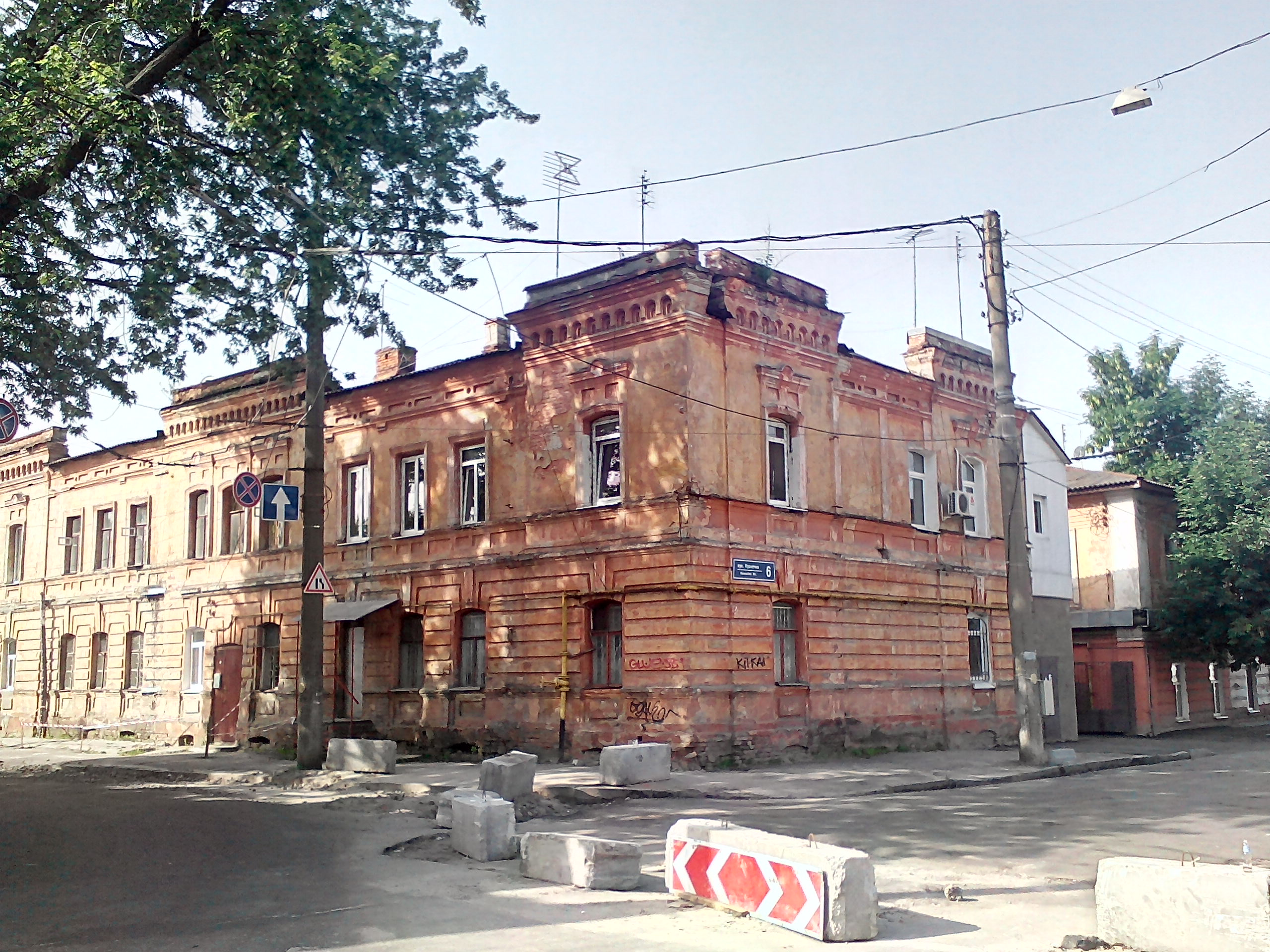
Будинок №6.